# Auerbach, Erzgebirgskreis
Auerbach är en kommun och ort i Landkreis Erzgebirgskreis i förbundslandet Sachsen i Tyskland. Kommunen har cirka 2 400 invånare.
Kommunen ingår i förvaltningsområdet Burkhardtsdorf tillsammans med kommunerna Burkhardtsdorf och Gornsdorf.